# Ерик Рудолф
Ерик Роберт Рудолф (енгл. Eric Robert Rudolph; Мерит Ајланд, Флорида, 19. септембар 1966), познат и као Бомбаш из Олимпијског парка, је амерички држављанин који је одговоран за серију бомбашких напада на југу САД, међу којима је и бомбашки напад у Атланти за време Олимпијских игара. У нападима који су били мотивисани Рудолфовим ставовима против абортуса и хомосексуалаца погинуле су две особе док их је најмање 150 повређено. Федерални истражни биро сматра Рудолфа терористом.
Иако је негирао да су његови злочини били верски или расно мотивисани, Рудолф је такође себе називао римокатоликом у „рату да оконча овај холокауст“ (мислећи на абортус).
Рудолф се годинама налазио на ФБИ листи 10 најтраженијих бегунаца, а ухваћен је 2003. године. Године 2005, после нагодбе, признао је кривицу по бројним тачкама оптужнице које су га теретиле за убиства и осуђен је на четири узастопне доживотне робије, избегавши тако суђење и могућу смртну казну.